# Open Charge Point Protocol
OCPP (Open Charge Point Protocol) (deutsch: Offener Ladepunkt-Kommunikationsstandard) ist ein universelles Anwendungsprotokoll, das die Kommunikation zwischen Ladestationen für Elektrofahrzeuge und einem zentralen Managementsystem standardisiert. Vergleichbar ist es mit dem Kommunikationsprotokoll von Mobilfunknetzen.
OCPP ist auf Initiative der E-Laad-Stiftung in den Niederlanden entstanden. OCPP hat den Zweck, per offenem Anwendungsprotokoll eine herstellerunabhängige Kommunikation zwischen Elektroauto-Ladestationen und diversen Verrechnungs- sowie Management-Systemen von Ladeinfrastrukturen zu ermöglichen. OCPP ist heute weltweit als universelles Kommunikationsprotokoll im Bereich der Ladeinfrastrukturen im Einsatz.
Ende 2024 wurde OCPP 2.0.1 Edition 3 vom International Electrotechnical Commission (IEC) als IEC standard IEC 63584:2024 akzeptiert.

## Vorteile
Ladestation-Betreiber sind durch ein universelles Kommunikations-Protokoll weniger abhängig von einzelnen Systemlieferanten. Beispielsweise können, wenn ein einzelner Hersteller von Ladestation-Infrastruktur seine Tätigkeit einstellt, dessen bereits installierte Komponenten über das universelle OCPP-Protokoll in die Infrastruktur eines anderen Lieferanten integriert werden.
OCPP ermöglicht es durch das herstellerunabhängige Protokoll, bei der Fusion kleiner Ladenetze zu einem größeren Ladenetz die bereits installierte Infrastruktur weiterzubetreiben. Das verbessert die Investitions-Sicherheit von Infrastruktur-Errichtern.
Der Sicherheitsteil des OCPP definiert eine End-to-End-Sicherheitsarchitektur mit Implementierungsrichtlinien sowohl für Ladesäulen als auch für das zentrale Managementsystem. Er wurde erstmals 2018 eingeführt und befindet sich nun in seiner dritten Überarbeitung. Die korrekte Umsetzung der OCPP-Sicherheitsrichtlinien kann vor einigen der häufigsten Angriffsszenarien schützen, wie z. B. Server-Hijacking, Abhören der Kommunikation und Nachahmung von Ladesäulen.

## Versionen
Vom OCPP-Protokoll gibt es verschiedene Versionen:
| Version | Veröffentlichungsdatum | Besonderheiten |
| ------- | ---------------------- | --- |
| 1.2     | 21.02.2011             | offiziell nur für SOAP spezifiziert |
| 1.5     | 08.06.2012             | offiziell nur für SOAP spezifiziert |
| 1.6     | 08.10.2015             | Spezifikation ermöglicht Implementierung mittels SOAP sowie mittels JSON (WebSocket) Erweiterung des OCPP-1.5-Standards um „Smart Charging“-Funktionalitäten (Lastmanagement) |
| 2.0     | April 2018             | Spezifikation erlaubt nur noch Implementierung als JSON (WebSocket) Erweiterung des OCPP-2.0-Standards um „Cyber Security“-Themen                                             |
| 2.0.1   | 13.06.2023             | Erweiterte und detaillierte Überwachung und Geräteverwaltung, zertifikatsbasierte Authentifizierung, sichere Firmware-Updates                                                 |
| 2.1     | 23.01.2025             | Bidirektionales Laden (V2G/V2X) ISO 15118-20, Prepaid, Ad-hoc-Zahlungen, dynamische QR-Codes                                                                                  |

## OCPP weltweit
Der OCPP hat sich bisher nur in Europa und Asien etabliert. In den Vereinigten Staaten hingegen war das Department of Energy (DOE) bisher der Ansicht, dass die verschiedenen Energie-Netzwerke eine für unterschiedliche Ladeinfrastrukturen ausreichende Größe aufwiesen. Daher hat man dort Netzbetreibern, die oft gleichzeitig Hersteller von Ladeinfrastrukturen sind, eine freie Protokollwahl ermöglicht.
Das US Department of Energy hat aber seit 2013 seine Bemühungen zur Interoperabilität von Ladestation-Netzwerken gesteigert. Das soll künftig sicherstellen, dass Fahrzeuge, Ladestationen, Kommunikations- und Netzwerksysteme im Einklang mit dem Stromnetz arbeiten. Ein Elektrofahrzeug-Smart-Grid-Interoperabilität-Center, etwas außerhalb von Chicago, betreibt Forschungen zur Harmonisierung von Smart-Grid-Technologien.
Eine Liste der OCPP-zertifizierten weltweiten Unternehmen und Produkte findet man auf der Website der Open Charge Alliance (OCA). Nur zertifizierte Unternehmen dürfen die Zertifizierungslogos verwenden.

## Kritik
Im Rahmen der Einführung batterieelektrischer Fahrzeuge (Elektroautos) in ihrem Fuhrpark beschäftigten sich 2018 Mitarbeiter der Fraunhofer-Gesellschaft mit der Sicherheit von OCPP (Version 1.5 und 1.6). Dabei wurde festgestellt, dass die Abrechnungsdaten ungeschützt zum zentralen Abrechnungsserver übertragen werden.